# مجموعه چیره
مجموعه چیره یا مجموعه غالب یا مجموعه احاطه‌گری برای گراف (G=(V, E زیرمجموعه‌ای از گره‌هاست به گونه‌ای که هر گره یا درون این مجموعه است یا همسایه‌ای در این مجموعه دارد. شمار گره‌های کوچکترین مجموعه چیره را عدد چیرگی گراف می‌نامیم. یافتن مجموعه چیره‌ای برای گراف {\displaystyle G} و با عدد چیرگی {\displaystyle Y(G)} کوچک‌تر از {\displaystyle K\in \mathbb {R} } مسئله ای ان‌پی سخت است (Grandoni 2006). بنابراین تاکنون الگوریتم بهینه‌ای برای یافتن این مجموعه چیره پیدا نشده است.

مجموعه‌های چیره (گره‌های قرمز).

سه مجموعه چیرهٔ برای گرافی نمونه در شکل‌های a تا c نشان داده شده‌اند. هر گره قرمز همسایهٔ گره‌ای سفید است و به اصطلاح بر گره سفید چیره شده است. عدد چیرگی در این نمونه‌ها برابر ۲ است. هم‌چنین، به آسانی می‌توان نشان داد که هیچ‌یک از مجموعه‌های تک گره‌ای چیره نیستند.

## تاریخچه
پژوهش‌ها دربارهٔ مجموعهٔ چیره از دههٔ ۱۹۵۰ آغاز شدند و در میانهٔ ۱۹۷۰ با به اوج رسیدن پژوهش‌ها بیش از ۳۰۰ جستار در این زمینه نوشته شد.

## کاربردها
این مسئله کاربردهای بسیاری در زمینهٔ مسیریابی و رایانش‌های توزیع‌شده یا خوشه‌ای دارد. برای نمونه در یک شبکه، فرستادنِ پلکانی پیام از خوشه‌ای به خوشهٔ دیگری می‌تواند از راه سرخوشه‌ها انجام شود. سرخوشه گره‌ای است که مسیریابی درون و میان خوشه‌ای را انجام می‌دهد. پرسش اینجاست که برای چنین شبکه‌ای کدام گره‌ها باید برای سرخوشگی برگزیده شوند تا بتوان از هر خوشه‌ای به خوشه‌ای دیگر پیام فرستاد و هم‌چنین، کم‌ترین سرخوشه‌ها را داشته باشیم. یافتن مجموعهٔ چیرهٔ کمینه برای چنین شبکه‌ای هم‌ارز است با یافتن کم‌ترین شمار سرخوشه‌ها.

## کران‌ها
برای گراف {\displaystyle G} دارای {\displaystyle n\geq 1} گره و با بیشینه درجه {\displaystyle \Delta }، نابرابری‌های زیر را برای عدد چیرگی {\displaystyle Y(G)} داریم:
- یک گره می‌تواند دست بالا بر {\displaystyle \Delta } گرهٔ دیگر چیره شود؛ بنابراین {\displaystyle Y(G)\geq {\frac {n}{1+\Delta }}}.
- مجموعه همه گره‌ها در هر گراف یک مجموعه چیره است، از این رو {\displaystyle Y(G)\leq n}.
- اگر هیچ گرهٔ تنهایی در گراف نباشد، آن‌گاه دو مجموعه چیرهٔ سوا (disjoint) برای گراف خواهیم داشت؛ بنابراین در هر گرافی بدون گره‌ای تنها داریم {\displaystyle Y(G)\leq {\frac {n}{2}}}.

## چیرگی ناوابسته
مجموعه‌های چیره پیوند نزدیکی با مجموعه‌های ناوابسته در گراف دارند. مجموعه‌ای ناوابسته یک مجموعه چیره نیز است اگر و تنها اگر یک مجموعه ناوابسته بیشینه باشد؛ بنابراین هر مجموعه ناوابسته بیشینه مجموعه‌ای چیرهٔ کمینه است. پس کوچکترین مجموعه ناوابسته بیشینه بی‌گمان کوچک‌ترین مجموعه چیره ناوابسته خواهد بود. اندازه کوچک‌ترین مجموعه چیره ناوابسته (یا همان گونه که گفته شد کوچکترین مجموعه ناوابسته بیشینه) عدد چیرگی ناوابسته نامیده و با {\displaystyle i(G)} می‌شود.

کوچک‌ترین مجموعه چیره در گرافی بی‌گمان یک مجموعه ناوابسته نخواهد بود ولی اندازه آن همیشه کوچکتر یا برابر اندازه کوچکترین مجموعه ناوابسته بیشینه است: {\displaystyle Y(G)\leq i(G)}.
خانواده‌هایی از گراف‌ها هستند که کوچکترین مجموعه ناوابسته بیشینه آنها با کوچکترین مجموعه چیره‌شان برابر است. برای نمونه (Allan & Laskar (۱۹۷۸ نشان دادند که اگر {\displaystyle G} گرافی پنجه‌آزاد باشد، داریم {\displaystyle i(G)=Y(G)}.

اگر برای همه زیرگرافهای درهازیدهٔ (induced) {\displaystyle H} از {\displaystyle G} داشته باشیم {\displaystyle Y(H)=i(H)} آنگاه گراف {\displaystyle G} چیرهٔ فرساخت (perfect) نامیده می‌شود. از آن‌جایی که هر زیر گراف درهاخته (induced) گراف پنجه آزاد خود نیز پنجه‌آزاد است، بنابراین هر گراف پنجه‌آزاد چیرهٔ فرساخت می‌باشد (Faudree, Flandrin & Ryjáček 1997).

## نمونه‌ها
شکل‌های a و b مجموعه چیره ناوابسته هستند در حالی‌که در شکل c مجموعه چیره نشان داده شده است یک مجموعه ناوابسته نیست.
برای هر گراف G گراف خطی آن (L(G یک گراف claw-free خواهد بود. پس کوچکترین مجموعه ناوابسته بیشینه در (L(G کوچکترین مجموعه چیره در این گراف نیز خواهد بود. یک مجموعه ناوابسته در (L(G متناظر یک تطابق در گراف G خواهد بود و یک مجموعه چیره در (L(G متناظر یک مجموعه چیره یالی در گراف G است؛ بنابراین اندازه کوچکترین تطابق بیشینه با کوچکترین مجموعه چیره یالی برابر خواهد بود.

## الگوریتم‌ها و پیچیدگی محاسباتی آن‌ها
بین مسئله یافتن کوچکترین مجموعه چیره و مسئله مجموعه پوشا شماری عملیات L - کاهشی در زمان چندجمله‌ای وجود دارد (Kann ۱۹۹۲، صفحات ۱۰۸–۱۰۹). این اعمال کاهشی (که در ادامه تعریف خواهند شد) نشان می‌دهند که یک الگوریتم کارامد برای یافتن کوچکترین مجموعه چیره می‌تواند یک روش کارامد برای یافتن مجموعه پوشا باشد (و بلعکس). هم‌چنین این اعمال کاهشی نسبت تقریب را حفظ می‌کنند: برای هر α یک الگوریتم با تقریب α در زمان چندجمله‌ای برای یافتن کوچکترین مجموعه چیره، یک الگوریتم با تقریب α در زمان چند جمله‌ای را برای یافتن مجموعه پوشا به ما خواهد داد (و بلعکس).
مسئله مجموعه پوشا یک مسئله معروف NP-hard است. نسخه انتخابی یافتن مجموعه پوشا یکی از ۲۱ مسئله NP-COMPLETE کارپ بود که در سال ۱۹۷۲ به عنوان یک مسئله NP_COMPLETE شناخته شدند.
تقریبی بودن مسئله یافتن مجموعه پوشا به خوبی درک شده است. با استفاده از یک الگوریتم حریصانهٔ ساده یک عامل لگاریتمی تقریبی یافت می‌شود و پیدا کردن یک زیر فاکتور تقریبی لگاریتمی NP-hard است. به صورت دقیق‌تر الگوریتم حریصانه یک ضریب تقریبی برابر با |۱ + log |V برای یافتن کوچکترین مجموعه چیره فراهم می‌کند. (Raz & Safra (۱۹۹۷ نشان دادند که در صورتی که P = NP نباشد آنگاه هیچ الگوریتمی به ضریب تقریبی بهتر از |c log |V به ازای برخی از c> ۰ دست نخواهد یافت.

## L-کاهشی
اعمال کاهشی زیر نشان می‌دهد که مسئله یافتن کوچترین مجموعه چیره و مجموعه پوشا (تحت این عملیات کاهشی) معادل هستند. با داشتن نمونه‌ای از یکی از دو سؤال فوق می‌توان به معادل آن در مسئله دیگر دست یافت.

### تبدیل از مجموعه چیره به مجموعه پوشا
برای گراف داده شده (G = (V, E که {V = {۱, ۲, … , n یک مجموعه پوشا (S, U) را به روش زیر می‌سازیم: U را همان V در نظر گرفته و خانواده‌ای از زیرمجموعه‌های {S = {S1, S2, … , Sn را می‌سازیم به صورتی که Sv شامل گره v و همه همسایه‌های این گره در گراف G باشد.
حال اگر D یک مجموعه چیره برای گراف G باشد آنگاه {C = {Sv: v ∈ D یک راه‌حل محتمل برای مسئله مجموعه پوشا خواهد بود و داریم |C| = |D|. هم‌چنین اگر {C = {Sv: v ∈ D یک جواب احتمالی برای مسئله مجموعه پوشا باشد آنگاه D یک مجموعه چیره برای گراف G خواهد بود به گونه‌ای که |D| = |C|.
بنابراین اندازه کوچک‌ترین مجموعه چیره برای گراف G با اندازه کوچکترین مجموعه پوشا برای (S, U) برابر خواهد بود. علاوه بر این یک الگوریتم ساده برای نگاشتن مجموعه چیره به مجموعه پوشا و بلعکس وجود دارد. به گونه ویژه یک الگوریتم کارامد با تقریب α برای یافتن مجموعه پوشا منجر به رسیدن به یک الگوریتم کارامد با تقریب α برای یافتن کوچکترین مجموعه چیره خواهد شد (و بالعکس).
برای نمونه گراف G در شکل روبرو را در نظر بگیرید. زیر مجموعه‌های S برای مجموعه پوشا (S, U) با {U = {۱, ۲, … , ۶ را به روش زیر می‌سازیم:
S1 = {۱, ۲, ۵}, S2 = {۱, ۲, ۳, ۵}, S3 = {۲, ۳, ۴, ۶}, S4 = {۳, ۴},

S5 = {۱, ۲, ۵, ۶}, S6 = {۳, ۵, ۶}
در این نمونه {D = {۳, ۵ یک مجموعه چیره برای G به شمار می‌رود که در نتیجه {C = {S3, S۵ یک مجموعه پوشا برای گراف خواهد بود. به عنوان نمونه گره شماره ۴ توسط گره ۳ مغلوب شده است و عضو U ∈ ۴ در مجموعه S۳ ∈ C قرار دارد.

### تبدیل از مجموعه پوشا به مجموعه چیره
(S, U) را به عنوان یک نمونه از مجموعه پوشا با مجموعه مرجع U و خانواده زیرمجموعه‌های {S = {Si: i ∈ I در نظر بگیرید. فرض می‌کنیم U و مجموعه اندیس‌های i مجزا باشند.
گراف (G = (V, E را به صورت زیر می‌سازیم:
مجموعه گره‌ها را V = I ∪ U تعریف می‌کنیم که یک یال i, j} ∈ E} بین هر زوج i, j ∈ I وجود دارد. هم‌چنین یال {i, u} برای هر i ∈ I و u ∈ Si وجود دارد. گراف G به یک خوشه (i) و یک مجموعه ناوابسته (U) افرازپذیر خواهد بود.
حال اگر {C = {Si: i ∈ D یک راه حل احتمالی به ازای یک زیرمجموعه D ⊆ I برای مسئله مجموعه پوشا باشد آنگاه D یک مجموعه چیره برای G است به گونه‌ای که |D| = |C|:
برای هر u ∈ U یک i ∈ D وجود دارد به گونه‌ای که u ∈ Si. گراف G را گونه‌ای می‌سازیم که u و i در G همسایه باشند. به این ترتیب u توسط i مغلوب خواهد شد. از آنجایی که D باید ناتهی باشد برای هر i ∈ I یک همسایه در D خواهیم داشت.
بلعکس می‌توان گفت که اگر D یک مجموعه چیره برای گراف G باشد آنگاه می‌توان یک مجموعه چیره دیگر به نام X برای گراف تعریف کرد به گونه‌ای که |X| ≤ |D| و X ⊆ I.
به سادگی هریک از u ∈ D ∩ U را با یک همسایه i ∈ I از u جایگزین می‌کنیم. به این ترتیب {C = {Si: i ∈ X یک جواب محتمل برای مسئله مجموعه پوشا است به گونه‌ای که |C| = |X| ≤ |D|.

شکل سمت چپ ساختار{ U = {a, b, c, d, e}, I = {۱, ۲, ۳, ۴}، S1 = {a, b, c,
S2 = {a, b}، S3 = {b, c, d} و S4  = {c, d, e} را نشان می‌دهد.
در این مثال {C = {S1, S۴ یک مجموعه پوشا است که مجموعه چیره {D = {۱, ۴ را نتیجه می‌دهد.
{D = {a, 3, ۴ یک مجموعه چیره دیگر برای گراف G است. با داشتن D می‌توان یک مجموعه چیره {X = {۱, ۳, ۴ را ساخت به گونه‌ای که X زیر مجموعه I است و بزرگتر از مجموعه D نیست. مجموعه چیره X، مجموعهٔ پوشا {C = {S1, S3, S۴ را نتیجه می‌دهد.

## حالت‌های ویژه
اگر گراف بیشینه درجه {\displaystyle \Delta } داشته باشد. آنگاه الگوریتم تقریبی حریصانه کوچکترین مجموعه چیره را به صورت (O(log {\displaystyle \Delta }-تقریبی پیدا می‌کند. مسئله یک PTAS برای حالتهای ویژه گرافهای تک سطحه (unit disk graph) و گرافهای مسطح تعریف می‌کند. کوچکترین مجموعه چیره در زمان خطی برای گرافهای سری موازی (series-parallel) یافت می‌شود.

## الگوریتم دقیق
کوچکترین مجموعه چیره برای یک گراف n گرهٔ در زمان (O(2nn با در نظر گرفتن همه زیرمجموعه‌های رئوس پیدا خواهد شد. (Fomin, Grandoni & Kratsch (۲۰۰۹ اثبات کردند که این کار در زمان (O(1.5137n و با حافظه نمایی و هم‌چنین در زمان (O(1.5264n با حافظه چندجمله‌ای انجام خواهد شد. یک الگوریتم سریعتر نیز وجود دارد که همین کار را در زمان (O(1.5048n انجام می‌دهد. این الگوریتم توسط (van Rooij, Nederlof & van Dijk (۲۰۰۹ معرفی شده است (آنها هم‌چنین نشان دادند که شمار کوچکترین مجموعه‌های چیره نیز در همین زمان قابل محاسبه است). شمار مجموعه‌های چیره کمینه حداکثر ۱٫۷۱۵۹n است و همه این مجموعه‌ها می‌توانند در زمان (O(1.7159n مشخص شوند.

## پیچیدگی پارامتری کردن
پیدا کردن یک مجموعه چیره با اندازه K مسئله بسیار مهمی در نظریه پیچیدگی پارامتری کردن است. این مشهورترین مسئله برای کلاس [W[۲ است و در بسیاری از کاهش‌ها برای نشان دادن تعامل با سایر مسائل استفاده می‌شود. به گونه ویژه این مسئله در شرایطی که هیچ الگوریتمی با زمان اجرای  f(k)nO(1) به ازای هر تابع f  وجود نداشته باشد پارامتر ثابت و آسان کاربرد (fixed-parameter tractable) نیست. مگر اینکه ارث‌بری W به  [FPT=W[۲ تبدیل شود.
از طرف دیگر اگر گراف داده شده دو وجهی باشد مسئله  NP-hard باقی می‌ماند اما یک الگوریتم پارامتر ثابت شناخته می‌شود. در حقیقت مسئله دارای شالوده‌ای به اندازۀ خطی k است و زمان‌های اجرا در k√ و مکعب  n نمایی هستند و امکان دارد از طریق استفاده از  برنامه‌نویسی پویا به جای  افراز شاخه‌ای  شالوده به دست آید.

## گونه‌های دیگر
تخمین vizing عدد غلبۀ ضرب دکارتی گرافها را به عدد چیرگی  فاکتورهای آن مرتبط می‌کند. کارهای زیادی روی مجموعه‌های چیره همبند انجام شده است. اگر S یک مجموعه چیره همبند باشد آنگاه می‌توان یک درخت فراگیر روی گراف G ایجاد کرد به گونه‌ای که S مجموعۀ گره‌های نابرگ را تشکیل دهد و به گونه وارون نیز اگر T یک درخت فراگیر روی یک گراف با بیش از دو گره باشد، آن‌گاه گره‌های نا برگ درخت یک مجموعه چیره همبند را تشکیل می‌دهند. بنابراین یافتن کوچکترین مجموعه چیره همبند با پیدا کردن درخت فراگیر با بیشینۀ شمار برگ معادل است.
مجموعه تماماً چیره، مجموعه‌ای از گره‌های گراف (شامل گره‌های موجود در مجموعه چیره) است که دارای یک همسایه در مجموعه چیره هستند. شکل c در بالا یک مجموعه چیره را نشان می‌دهد که هم مجموعۀ چیره همبند و هم مجموعه تماماً چیره است. در این نمونه‌ها شکل a و b هیچ‌یک از این دو نوع نیستند.
بخش‌بندی مسلط (domatic) نوعی بخش‌بندی است که گره‌های را به مجموعه‌های چیره مجزا تقسیم می‌کند. عدد تسلط (domatic number) بیشینۀ اندازۀ یک بخش‌بندی مسلط است.
| نام     | گواهی | زبان برنامه‌نویسی | توضیحات مختصر                                                                                             |
| ------- | ----- | ---------------- | --- |
| OpenOpt | BSD   | پایتون           | از گرافهای Networkx استفاده می‌کند، می‌تواند حل کنندگان رایگان و تجاری را به کار برد، گره‌های درونی و برونی. |

## بازبُردها
1. ↑  Haynes, Teresa W.; Hedetniemi, Stephen; Slater, Peter (1998b), Domination in Graphs: Advanced Topics, Marcel Dekker, ISBN 0-8247-0034-1, OCLC 38201061.
2. ↑  Haynes, Hedetniemi & Slater 1998a، فصل دوم

- Alber, Jochen; Fellows, Michael R; Niedermeier, Rolf (2004), "Polynomial-time data reduction for dominating set", Journal of the ACM, 51 (3): 363–384, doi:10.1145/990308.990309.
- Allan, Robert B.; Laskar, Renu (1978), "On domination and independent domination numbers of a graph", Discrete Mathematics, 23 (2): 73–76, doi:10.1016/0012-365X(78)90105-X.
- Crescenzi, Pierluigi; Kann, Viggo; Halldórsson, Magnús; Karpinski, Marek; Woeginger, Gerhard (2000), "Minimum dominating set", A Compendium of NP Optimization Problems.
- Faudree, Ralph; Flandrin, Evelyne; Ryjáček, Zdeněk (1997), "Claw-free graphs — A survey", Discrete Mathematics, 164 (1–3): 87–147, doi:10.1016/S0012-365X(96)00045-3, MR 1432221.
- Fomin, Fedor V.; Grandoni, Fabrizio; Kratsch, Dieter (2009), "A measure & conquer approach for the analysis of exact algorithms", Journal of the ACM, 56 (5): 25:1–32, doi:10.1145/1552285.1552286.
- Fomin, Fedor V.; Grandoni, Fabrizio; Pyatkin, Artem; Stepanov, Alexey (2008), "Combinatorial bounds via measure and conquer: Bounding minimal dominating sets and applications", ACM Transactions on Algorithms, 5 (1): 9:1–17, doi:10.1145/1435375.1435384.
- Fomin, Fedor V.; Thilikos, Dimitrios M. (2006), "Dominating sets in planar graphs: branch-width and exponential speed-up", SIAM Journal on Computing, 36 (2): 281, doi:10.1137/S0097539702419649.
- Garey, Michael R.; Johnson, David S. (1979), Computers and Intractability: A Guide to the Theory of NP-Completeness, W.&nbsp;H.&nbsp;Freeman, ISBN 0-7167-1045-5, p. ۱۹۰, problem GT2.
- Grandoni, F. (2006), "A note on the complexity of minimum dominating set", Journal of Discrete Algorithms, 4 (2): 209–214, doi:10.1016/j.jda.2005.03.002.
- Guha, S.; Khuller, S. (1998), "Approximation algorithms for connected dominating sets", Algorithmica, 20 (4): 374–387, doi:10.1007/PL00009201.
- Haynes, Teresa W.; Hedetniemi, Stephen; Slater, Peter (1998a), Fundamentals of Domination in Graphs, Marcel Dekker, ISBN 0-8247-0033-3, OCLC 37903553.
- Haynes, Teresa W.; Hedetniemi, Stephen; Slater, Peter (1998b), Domination in Graphs: Advanced Topics, Marcel Dekker, ISBN 0-8247-0034-1, OCLC 38201061.
- Hedetniemi, S. T.; Laskar, R. C. (1990), "Bibliography on domination in graphs and some basic definitions of domination parameters", Discrete Mathematics, 86 (1–3): 257–277, doi:10.1016/0012-365X(90)90365-O.
- Kann, Viggo (1992), On the Approximability of NP-complete Optimization Problems (PDF). PhD thesis, Department of Numerical Analysis and Computing Science, Royal Institute of Technology, Stockholm{{citation}}:  نگهداری CS1: پست اسکریپت (link).
- Raz, R.; Safra, S. (1997), "A sub-constant error-probability low-degree test, and sub-constant error-probability PCP characterization of NP", Proc. 29th Annual ACM Symposium on Theory of Computing, ACM, pp. 475–484, doi:10.1145/258533.258641, ISBN 0-89791-888-6.
- Takamizawa, K.; Nishizeki, T.; Saito, N. (1982), "Linear-time computability of combinatorial problems on series-parallel graphs", Journal of the ACM, 29 (3): 623–641, doi:10.1145/322326.322328.
- van Rooij, J. M. M.; Nederlof, J.; van Dijk, T. C. (2009), "Inclusion/Exclusion Meets Measure and Conquer: Exact Algorithms for Counting Dominating Sets", Proc. 17th Annual European Symposium on Algorithms, ESA 2009, Lecture Notes in Computer Science, vol. 5757, Springer, pp. 554–565, doi:10.1007/978-3-642-04128-0_50, ISBN 978-3-642-04127-3.
- Grandoni, Fabrizio (2006), "A note on the complexity of minimum dominating set", Journal of Discrete Algorithms, Elsevier, 4 (2): 209--214.